# Sibinacocha-tó
A Sibinacocha-tó a perui Cusco megye egyik tava.
A tenger szintje felett 4860 méterrel helyezkedik el az Andok hegyei között, Cusco megye Canchis tartományában, azon belül is Pitumarca körzetben. Vize a környező hegyek, például a tőle északra emelkedő Chumpe gleccsereiből ered. Déli végére 1996-ban egy gátat építettek, amelyet egy kis teljesítményű vízerőművel is elláttak. Ezt az egységet az EGEMSA (Empresa de Generación Eléctrica Machupicchu S. A.) kezeli. Az így felduzzasztott tó térfogata körülbelül 100–110 millió köbméter.